# Bölja från Västbo
Bölja från Västbo är ett konventionellt namn på en medeltida svensk frälsesläkt, känd från 1400-talet, med ursprung från Västbo härad i Småland.
I litteraturen omtalas Sven Pedersson i Bohult som stamfar för ätten Bölja från Västbo och att han fört "tre strömmar" i sitt vapen. Han tycks emellertid ej förekomma i någon nu bevarad urkund.  Vapnets utformning och tinktur är därför osäker men följer avbildning från Jan Eric Almquists artikel om Böljaätter i Släkt och Hävd
Av Biskop Hans Brasks släktbok från 1510-talet framgår, att han i varje fall hetat Sven i Bodhult och varit gift med Elin Jönsdotter (sparre över blad). Hon var dotter till väpnaren Jöns Häggesson, som omtalas i urkunder 1415-1439, och hans hustru Karin Birgersdotter (stolpe), som levde ännu 1471.
Deras son Lars Svensson till Bodshult, var häradshövding i Vista härad 1480. Hans dotter, Elin Larsdotter (Bölja från Västbo) var gift med häradshövdingen i Norra Vedbo Måns Påvelsson (Ulfsparre).  
Sonen Jöns Larsson (Bölja från Västbo) var häradshövding i Västbo härad 1523 och i Mo härad 1529. Han blev lagman i Tiohärads lagsaga 1533 och var det till 1537.